# Husbands Bosworth
Husbands Bosworth – wieś w Anglii, w hrabstwie Leicestershire, w dystrykcie Harborough. Leży 21 km na południe od miasta Leicester i 123 km na północny zachód od Londynu. W 2001 miejscowość liczyła 966 mieszkańców.